# Монітори типу «Варшава»
Монітори типу «Варшава»- серія з чотирьох невеликих річкових монітори, побудованих у Вільному місті Данцинг для Польщі. Перші бойові кораблі відродженої польської держави. 

## Історія служби

### У складі ВМС Польщі
Всі кораблі до 1939 года находились у складі польської річкової флотилії на Прип'яті («Варшава» и «Мозир» до 1922 года — на Віслі). З початком Другої світової війни у вересні  1939 року, флотилія забезпечувала протиповітряну оборону по Прип'яти и її притокам. Після атаки Польщі СРСР 17 вересня 1939 года  флотилія спробувала відступити, однак через підірваний міст кораблі не могли пройти через Дніпровсько-Бузький канал у Західний Буг. Через це монитори были затоплені, а їх екіпажі приєдналися до  армійського угрупування.

### У складі ВМФ СРСР
Кораблі були підняті та включені до складу Дніпровської флотилії, а після її розформування - Пінської флотилії
Після нападу нацистів на СРСР брали участь у бойових діях, два кораблі було втрачено у боях, а два були потоплені екіпажами для запобігання потраплання у руки противника. 